# 蕾西皮特森谋杀案
蕾西·丹尼斯·皮特森（Laci Peterson，1975年5月4日－2002年12月24日）是一位美国女性，八个月身孕时遭谋杀，丈夫史考特·皮特森是凶手。此案曾轰动全美。已知她最后一次露面是在2002年12月24日。丈夫史考特·皮特森于2003年被法庭裁定谋杀罪名成立，判处死刑。史考特目前被关押在美国圣昆丁州立监狱，并已向加州最高法院提起上诉。

## 早年生活及婚姻
蕾西·丹尼斯·罗出生于加州的莫德斯托。父母高中相识，毕业后不久便结为连理。长子布伦特·罗卡于1971年出生。1975年，蕾西出生，成为家中第二个孩子。蕾西一岁生日时，父母离异。后来，父亲再婚，又生了一个女儿，名叫艾米。蕾西在父亲位于加利福尼亚州埃斯卡隆的乳制品农场长大，中学时代一直是学校啦啦队的成员。从托马斯唐尼高中毕业后，她进入加州理工学院，主修观赏园艺专业。期间，她在莫罗湾一家名为“太平洋咖啡馆”的小餐厅与史考特·皮特森相识。
1996年12月，史考特和蕾西开始交往。1997年8月9日，两人喜结连理，当时蕾西还有几个月才毕业。婚后头两年，他们曾考虑推迟生育，但蕾西一直渴望建立一个完整的家庭。2000年12月，蕾西开始积极备孕。然而，怀孕的过程比预期漫长。直到2002年5月，在预约了生育能力检查后，两人才自然受孕成功。

## 失踪及尸体发现
除史考特外，已知最后与蕾西有过交谈的是她的妹妹艾米和母亲莎伦。2002年12月23日晚，艾米在蕾西家为史考特理了发。当晚8点30分左右，莎伦与蕾西通了电话。次日上午10点15分左右，一位邻居发现自家一只名叫麦坎锡的金毛猎犬在社区里游荡，脖子上系着项圈，还拴着一条沾满泥泞的狗绳。邻居将狗牵回了院子。当时，蕾西那辆1996年款的Land Rover Discovery运动型多用途车正停在车道上。她的手提包（内有钥匙和钱包）则放在屋内的桌子上。

## 举国关注
自2002年圣诞前夕案发以来，这起案件便受到了全美民众的广泛关注。警方在侦办期间，共接到超过1万通提供线索的电话，更有上百位民众自愿加入到搜寻被害人的行列中来。多达90个单位协助加州莫德斯托警方办案。凶手史考特的婚外情对象安珀·弗瑞（Amber Frey）后来被蕾西家人的遭遇所触动，选择出庭作证，揭露了史考特的花言巧语和人性中的阴暗面。弗瑞曾是一名模特，她还将自己的经历撰写成一本210页的书——《证人》（Witness），以亲历者的视角向公众讲述了这起近十年来最受瞩目的案件。《证人》一书定价25.95美元，2005年1月7日，该书便登上亚马逊和巴诺书店畅销书排行榜第二名。